# Меморіал жертв націонал-соціалістичних вбивств через евтаназію
Меморіал та інформаційний пункт жертв націонал-соціалістичних вбивств через евтаназію ( нім. Gedenk- und Informationsort für die Opfer der nationalsozialistischen "Euthanasie"-Morde   ) — меморіал у Берліні, Німеччина, жертвам програми примусової евтаназії, яка фінансувалася нацистською Німеччиною .  В період з 1940 по 1941 рік за офіційним наказом Action T4 було вбито 70 000 людей. Попри офіційне припинення програми в серпні 1941 року, вбивства продовжувалися в державних установах і закладах догляду до капітуляції Німеччини в 1945 році. Загальна кількість жертв сягнула приблизно 300 000 осіб.

## Історія
Цілью цього геноциду були люди, яких вважали такими, що мають психічні або фізичні захворювання. Нацистська партія розглядала їх як «нижчі істоти».  Програма відповідала ідеям євгеніки та расової гігієни . Примусова стерилізація також була методом, який використовувався для людей з інвалідністю або захворюваннями в рамках цієї нацистської програми. Мета полягала в тому, щоб переконатися, що нове покоління матиме найбільш сприятливі гени, такі як ті, що відповідають ідеалам арійської раси . Лише деякі лікарі постали перед судом, зокрема на Нюрнберзькому процесі, тоді як більшість продовжили працювати на своїх посадах.  Цей меморіал привертає увагу до масштабів геноциду, скоєного в цей період.
Розташований за адресою Tiergartenstrasse 4, 10785 Berlin, цей меморіал привертає увагу до злочинів, що були сплановані в цьому місці.  Під час нацистської окупації тут розміщувався штаб Акції Т4 . Ця територія також є особливим місцем для меморіалу, оскільки вона також співіснує з іншими пам’ятниками, мистецькими інсталяціями та інформаційними пунктами, щоб визнати досвід людей, які загинули внаслідок законодавчого рішення в межах програми «Акція T4».  Скульптура The Curve, Меморіал «Сірі автобуси» та експозиція «Топографія чи терор» – лише деякі з пам’ятників на Тіргартенштрассе. Берлінська філармонія є єдиною будівлею на території, яка не вшановує жертв евтаназії.  Ця територія була переосмислена, щоб відобразити історію місця, водночас дозволяючи Берліну розвиватися навколо неї.
Проекту та дизайн  меморіалу було обрано на основі конкурсу.  Проект-переможець був створений архітекторкою Урсулою Вільямс і ландшафтними архітекторами Ніколаусом Коліусісом і Хайнцом В. Халманном. Їхній дизайн включав 24-метрову стіну з блакитного скла, вмонтовану в бетон. Скло дозволяє відвідувачам бачити крізь нього, коли вони сидять на бетонній лавці або вдивляються крізь нього, дивлячись угору з інформаційного пункту. Меморіал містить інформацію про історію вбивств, їхню актуальність сьогодні, а також портрети десяти жертв. Його створили для просвіти та надання відвідувачам можливості замислитися над минулим, яке він представляє.
Нижня палата парламенту Німеччини (нім.; Deutscher Bundestag ) проголосувала за створення меморіалу в листопаді 2011 року (с). Після цього була обрана команда - переможець і розпочалось будівництво. Бюджет проєкту склав 500 000 євро .  Після того, як будівництво було завершено, меморіал був офіційно відкритий для публіки 2 вересня 2014 року та працює цілодобово. 
Уряд провів дві важливі церемонії, щоб відзначити хід будівництва меморіалу. У першій церемонії взяли участь віце-президент нижньої палати німецького парламенту Вольфганг Тірзе, урядовий представник у справах людей з інвалідністю Губерт Хюппе та сенатор Берліна з інтеграції Ділек Колат.  Чиновники були там, щоб закласти камінь у фундамент пам’ятника. Під час другої церемонії виступили міністр культури Німеччини Моніка Грюттерс, мер Берліна Клаус Воверайт і двоє членів родин загиблих.  Ця церемонія була присвячена публічному відкриттю пам’ятника.Грюттерс під час свого виступу сказала, що "життя кожної людини варте того, щоб його прожити: це повідомлення, яке надходить з цього місця". Урочисте відкриття завершилося тим, що гості поклали квіти навколо меморіалу.
Меморіал отримав підтримку від окремих груп та відомств, які допомогли забезпечити його створення. Ці партнери були представлені як в уряді, так і в приватних організаціях. Вони знайшли «спільного партнера» у Фонді Меморіалу вбитим євреям Європи, який допомагав у плануванні та продовжує бути частиною організації. Крім того, меморіал отримав державну підтримку від Федерального комісара з культури та медіа, мера Берліна, Канцелярії Сенату (Культурні справи) та Сенатного департаменту міського розвитку та охорони навколишнього середовища.   Фінансування також надійшло від Deutsche Forschungsgemeinschaft (DFG), а професор Петер Функе, віце-президент DFG, представляв їх на церемонії відкриття.  Сігрід Фалькенштейн — одна з членкинь  сімей жертв, які лобіювали меморіал.  Ґерріт Хоендорк, фахівець з Технічного університету Мюнхена, також допоміг проекту, провівши дослідження. Це було спільне зусилля кількох груп і людей, щоб лобіювати та підтримати меморіал, присвячений жертвам евтаназії.
Окремі німецькі урядовці прокоментували створення пам'ятника. Дехто з них виступав за меморіал ще на ранніх етапах. «Особисто я вітаю ідею встановлення в Берліні меморіалу як символу визнання жертв нацистської евтаназії» , – зауважує Андреас Юргенс  - колишній член міської ради, активіст з інклюзії у Німеччині. Бернд Нойман,  міністр культури Німеччини, підкреслив одну з цілей створення меморіалу, заявивши, що «розповідати людям про злочини нацистів і вшановувати їхні жертви залишаються обов’язком для країни".  Багато німецьких офіційних осіб прокоментували меморіал і те, що він представляє. Віце-спікер німецького парламенту Улла Шмідт вважає, що меморіал є «гідним місцем для збереження пам'яті про близько 300 000 осіб з інвалідністю та захворюваннями, які були вбиті». Німецький голова ради для людей з інвалідністю Адольф Бауер сказава «цей меморіал, оскільки він послужить засобом, щоб ніколи не забувати злочини нацистів, скоєні проти людей з інвалідністю».  Тон, заданий цими посадовими особами та їхніми колегами, створив шлях для будівництва та підтримки меморіалу.
Німецька громадськість також відкрито відреагувала на меморіал. Деякі вважають, що скло «є символом, який інформує людей про масштаб вбивств через евтаназію».  Тоді як інші сумніваються в необхідності меморіалу. Колишня вчителька історії зауважила, що вона «скептично ставилася до того, чи є це справді гарною ідеєю, чи просто використовує злочини Другої світової війни для зображення страждань ще однієї групи.».  Меморіал все ще викликає роздуми серед громадськості, що є однією з його цілей як представлення дуже темної історії.
На меморіал покладено роль інформаційного пункту та нагадування людям про жахи, скоєні з 1940 по 1945 рік. Темне минуле нацистської програми евтаназії висвітлюється через інсталяції на Тіргартенштрассе 4. Його створення стало можливим завдяки підтримці численних урядових відомств та приватних установ. Серед німецької громадськості тривають обговорення щодо мети монумента та його створення. Жертви вшановані у створенні цього меморіалу. Ці люди були першими, кого систематично вбивала  нацистська партія .  